# Widerad von Eppenstein
Widerad von Eppenstein († 1075) war von 1060 bis 1075 Abt der Reichsabtei Fulda. Er wurde bekannt durch seine Rolle im Goslarer Rangstreit 1062/63.

## Leben

### Abt von Fulda
Widerad, der schon als Knabe an einem Fuß gelähmt war, war Mönch in Fulda. Er stammte wohl aus der Adelsfamilie, die sich später nach ihrer Burg von Eppstein nannte. Als der Fuldaer Abt Siegfried, der sein Verwandter gewesen sein soll, Erzbischof von Mainz wurde, sorgte er dafür, dass ihm Widerad in Fulda im Amt folgte. Widerads Amtszeit stand jedoch unter keinem glücklichen Stern und war durch Streit und Konflikte mannigfacher Art gekennzeichnet. Erzbischof Siegfried erwartete wohl Entgegenkommen seines jüngeren Verwandten bei seinem Langziel, die reiche Abtei Fulda unter die Kontrolle des Mainzer Erzstifts zu bringen. Widerad erwies sich jedoch in dieser Hinsicht als wenig kooperativ, und das sollte ihm und der Abtei erheblichen Ärger einbringen. Auch Bischof Adalbero von Würzburg versuchte, seine Rechte und Besitzungen auf Kosten der Abtei Fulda auszudehnen; er erhob außerdem den Vorwurf, Widerad habe die päpstliche Weihe durch Simonie erlangt und sei deswegen später gebannt worden. Und innerhalb seines Klosters erzeugte Widerads Amtsführung Unzufriedenheit, insbesondere da er nach Meinung vieler Mönche Stiftsgüter in übermäßiger Weise als Lehen an Adelige aus der Umgebung vergab.

### Goslarer Rangstreit
Das bekannteste Ereignis in Widerads Amtszeit als Abt war der sogenannte Goslarer Rangstreit zu Weihnachten 1062 und Pfingsten 1063, bei dem Erzbischof Siegfried nach Ansicht mancher im Hintergrund die Fäden zog. Bei einer Versammlung in Goslar zu Weihnachten 1062, über deren Zweck und Charakter widersprüchliche Angaben vorliegen, kam es beim Vespergottesdienst im Stift St. Simon und Judas zum Streit um den Ehrenplatz neben dem Erzbischof. Widerad beanspruchte den Platz aufgrund angeblich alten Rechts seiner Abtei, aber Bischof Hezilo von Hildesheim, Mainzer Suffragan, in dessen Diözese Goslar lag, nahm den Platz für sich in Anspruch. Der Streit, der zu einem Handgemenge zwischen dem beiderseitigen Gefolge führte, wurde erst durch das energische Dazwischengehen Ottos von Northeim, dem Herzog von Bayern, beendet; er entschied den Streit zugunsten des Abts von Fulda. Der Streit flammte aber bereits einige Monate später wieder auf. Zu Pfingsten 1063 kam es bei einem Hoftag in Gegenwart des 13-jährigen Königs Heinrich IV., wieder beim Vespergottesdienst in der Goslarer Stiftskirche St. Simon und Judas, zu einer blutigen Neuauflage. Gefolgsleute der beiden Kontrahenten gingen in der Kirche mit Schwertern aufeinander los, und es gab mehrere Tote – darunter der Fuldaer Bannerträger Graf Reginbodo und dessen Bruder Sigebodo. Mit Mühe konnte sich Widerad, dem der König bei einer Verhandlung am nächsten Tag die Hauptschuld beimaß, sich durch erhebliche Geldgeschenke an den König, an Hezilo und an das Goslarer Stift von der ihm angedrohten Amtsenthebung freikaufen.

### Mönchsaufstand
Dabei griff er auf Eigentum des Fuldaer Konvents zurück, was das Kloster in eine schwere Finanzkrise stürzte und, als er die Ausgaben für Essen und Trinken reduzierte, einen Aufstand der Mönche gegen ihn auslöste. Sie waren schon vorher unzufrieden geworden, weil er Stiftsgüter in, ihrer Ansicht nach, übermäßiger Weise als Lehen vergab. Zwar konnte Widerad die Mehrheit der Mönche beschwichtigen, sechzehn von ihnen reisten jedoch zum König, um sich über Widerads Zugriff auf das Klostergut zu beschweren. Der Hof betrachtete das Verhalten der Mönche jedoch als einen Angriff auf die geistliche und weltliche Ordnung und ließ sie unter strenger Bewachung nach Fulda zur Bestrafung durch den Abt zurückbringen. Sie wurden teils ausgepeitscht, teils kahl geschoren und aus dem Orden verstoßen, teils nach ihrer Auspeitschung auf andere Klöster verteilt.

### Thüringer Zehntstreit
Widerad sah sich jedoch weiterhin durch Erzbischof Siegfried von Mainz, Bischof Adalbero von Würzburg und andere bedrängt, und es bedurfte mehrerer deutlicher Interventionen durch Papst Alexander II., um Anklagen seiner Gegner abzuweisen und die Privilegien seiner Abtei zu bestätigen. Nahezu seine gesamte Amtszeit musste er sich jedoch weiterhin gegen Erzbischof Siegfrieds Anspruch auf den thüringischen Zehnten zur Wehr setzten. Die beiden Abteien Fulda und Hersfeld waren wegen ihrer bedeutenden thüringischen Besitzungen in erster Linie betroffen. Auch ein im Jahre 1069 durch Vermittlung des Königs in Mühlhausen/Thüringen geschlossener Vergleich brachte kein Ende des Streits, und auf dem Hoftag von Erfurt im Jahre 1073 wurde dem Erzbischof die Hälfte sämtlicher thüringischen Zehnten der Abtei zugesprochen, was für Fulda eine erhebliche und dauerhafte Einkommensschmälerung bedeutete.

### Tod
Nach dem Beginn des sächsischen Aufstands im Jahre 1073 soll sich Widerad zunächst neutral verhalten haben. Nach der Plünderung der Harzburger Stiftskirche und der Schändung der dortigen königlichen Familiengruft im Frühjahr 1074 schloss er sich, wie viele Fürsten und Prälaten, aus Empörung der Seite Heinrichs IV. an. Er soll im Juni 1075 zum königlichen Heer bei Breitenbach und Blankenheim gereist sein. Dort erlitt er einen Schlaganfall, an dessen Folgen er starb. Ob dies bereits im Heerlager oder erst nach seiner Rückkehr nach Fulda geschah, ist nicht klar, ebenso wenig wie das Datum seines Todes (16. Juli oder 17. August 1075).